# Microlicia doryphylla
Microlicia doryphylla är en tvåhjärtbladig växtart som beskrevs av Charles Victor Naudin. Microlicia doryphylla ingår i släktet Microlicia och familjen Melastomataceae. Inga underarter finns listade i Catalogue of Life.